# Zeuchfeld
Zeuchfeld ist ein Stadtteil der Stadt Freyburg (Unstrut) im Burgenlandkreis in Sachsen-Anhalt (Deutschland).

## Geografie

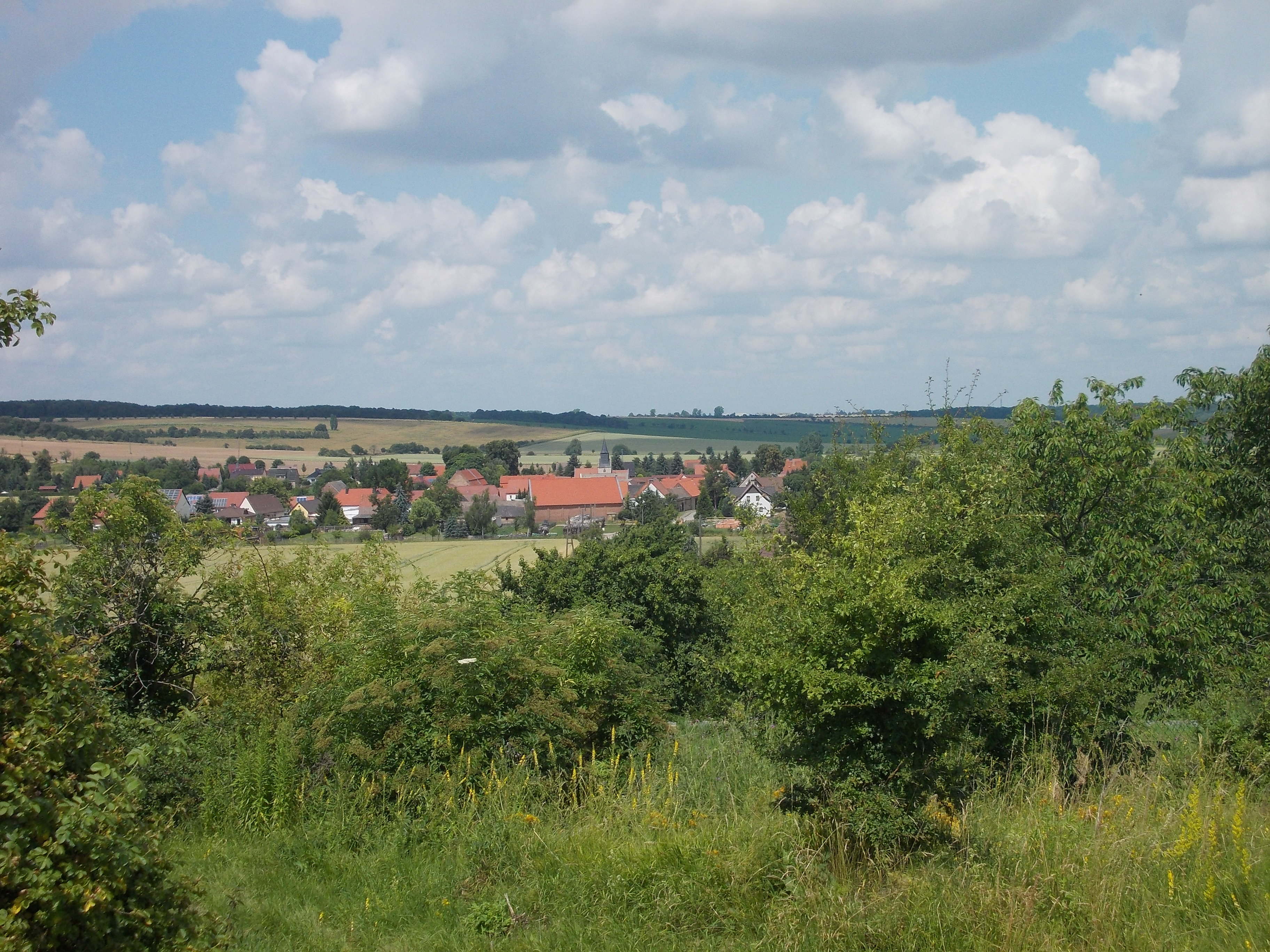
Blick von Süden auf Zeuchfeld

Zeuchfeld liegt zwischen Halle (Saale) und Naumburg, in der Nähe der Stadt Freyburg an der Unstrut.
Eingebettet zwischen Wald, Weinbergen und Feldern befindet sich der Ort in einer leichten Senke, was selbst in einer von Trockenheit bestimmten Region (siehe Namensbedeutung) unter ungünstigen (und sehr seltenen) Bedingungen zu Überschwemmungen führen kann.
Der Hügel im Süden wird im Volksmund der „Naumburger Berg“ genannt. Dort befanden sich ein Kalksteinbruch und eine Kirschplantage.

## Geschichte
Zeuchfeld wird in einer Urkunde des Königs Otto III. vom 19. Januar 991 als Zuchibuli erstmals urkundlich erwähnt. Die antike Königsstraße Via Regia, auch strata regia genannt, führte durch Zeuchfeld bis eine Steinbrücke in Bad Kösen gebaut wurde (Bauzeit 1368–1404).
Der Ort gehörte bis 1815 zum wettinischen, später kursächsischen Amt Freyburg. Durch die Beschlüsse des Wiener Kongresses kam er zu Preußen und wurde 1816 dem Kreis Querfurt im Regierungsbezirk Merseburg der Provinz Sachsen zugeteilt, zu dem er bis 1944 gehörte.
Die C-Kompanie („Charly“), des 777. Bataillons der 69. US-amerikanischen Infanteriedivision erreichte auf seinem Weg nach Osten am 11. April 1945 Zeuchfeld.
Zeuchfeld wurde am 1. Juli 2009 nach Freyburg (Unstrut) eingemeindet.

## Bildung
Bis in die 1960er Jahre gab es eine Schule im Ort. Das ehemalige Schulgebäude ist aus Stein und Fachwerk erbaut und gehört zu den größten Gebäuden im Ort. Es dient heute als Wohnhaus. Heute fahren die Schüler nach Freyburg in die Grund- und Sekundarschule sowie nach Laucha a.d.U. in das Burgenlandgymnasium.

## Kultur und Freizeit
Es gibt zwei Vereine im Dorf. Die Zeuchfelder Pfingstburschen e. V. organisieren unter anderem Feierlichkeiten zum Pfingstfest. Der Heimat und Kulturverein Zeuchfeld e. V. organisiert unter anderem Weinverkostungen und einen Weihnachtsmarkt.
Der ehemalige „Göhleweg“ führte durch Zeuchfeld. Er war mit einem roten Kreuz markiert und begann in Freyburg am Jahnplatz und führte über Schützenstraße – Schlifterberg – Burgholzweg – Sühnekreuz – Alte Göhle – Zeuchfeld – Branderoda – Ebersroda – Neue Göhle – und den Galgenberg zum Bodelschwinghdenkmal im Nordwesten oberhalb von Freyburg.
In der alten Göhle bei Zeuchfeld an der „Napoleonseiche“ vereinigen sich der Ökumenische Pilgerweg (aus Richtung Pettstädt) und der Jakobsweg (aus Richtung Mücheln) zu einem gemeinsamen Weg gen Freyburg.

## Denkmäler und Sehenswürdigkeiten

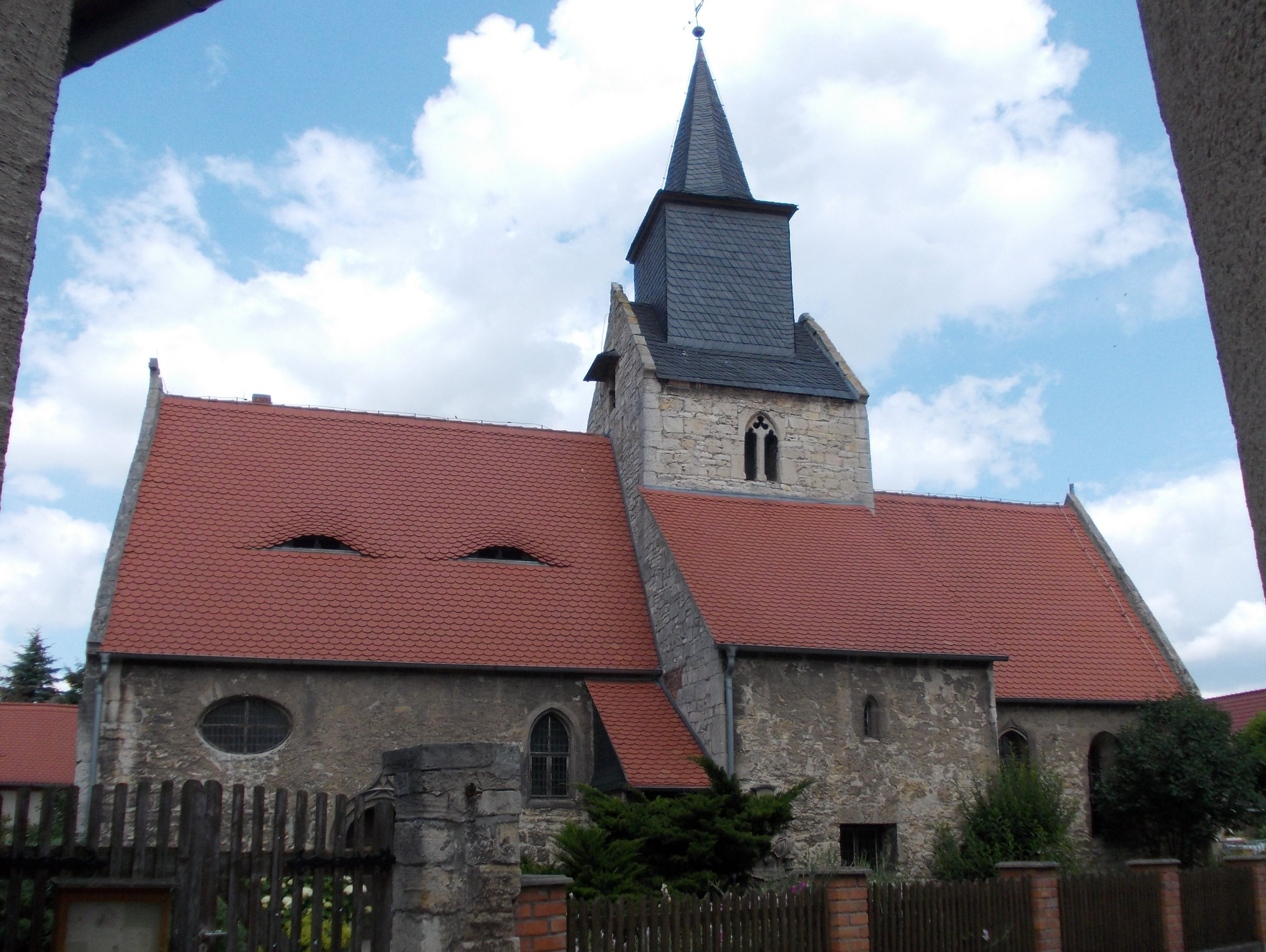
Die Dorfkirche

- Die Kirche des Ortes ist eine der ältesten Dorfkirchen der Region mit erhaltenen Wand- und Deckenmalereien.
- Kriegerdenkmal

## Politik
Der letzte ehrenamtliche Bürgermeister Wolfgang Koschel wurde erstmals am 12. Juni 1994 gewählt und hatte das Amt bis zur Eingemeindung inne.

## Verkehr
Die Bundesstraße 176 verläuft direkt am Ortsrand. Sie führt westwärts nach Freyburg und ostwärts nach Weißenfels, wo sie Zeuchfeld mit der die  A9 Autobahn verbindet.
Das Dorf ist durch die Buslinien Nummer 630 und 634 der PVG Burgenlandkreis mbH mit den Städten Freyburg und Laucha den meisten umliegenden Ortschaften verbunden.

## Wirtschaft
Nur noch wenige Bewohner arbeiten heute in der Landwirtschaft auf den Feldern um das Dorf. Zwei Weinbetriebe arbeiten von Zeuchfeld aus, da es Teil der Weinanbaugebiete der Saale-Unstrut-Region ist. Neben diesem traditionellen Bereich sind die meisten Bewohner Pendler, sie arbeiten in den Städten der Region und darüber hinaus. Doch auch einige selbständige Kleinunternehmer haben ihren Sitz in Zeuchfeld, z. B. im Bereich der Elektroinstallation, des Fliesen- und Bodenlegens sowie der Landschaftspflege, zudem ein Allgemeinarzt.

## Persönlichkeiten
- Johann Sperling (1603–1658), Mediziner, Zoologe und Physiker